# Gumiane
Gumiane är en kommun i departementet Drôme i regionen Auvergne-Rhône-Alpes i sydöstra Frankrike. Kommunen ligger i kantonen La Motte-Chalancon som tillhör arrondissementet Die. År 2022 hade Gumiane 20 invånare.

## Befolkningsutveckling
Antalet invånare i kommunen Gumiane
Referens:INSEE